# 소닉 헤지호그
소닉 헤지호그(sonic hedgehog)는 SHH 유전자를 위해 인코딩된 단백질이다. 이 단백질의 이름은 소닉 더 헤지혹이라는 캐릭터의 이름을 따라 지어졌다.
이 신호 분자는 각기 다른 모든 유형의 동물의 배아형태발생을 규제하는 핵심 요소이다.

## 같이 보기
- 피카츄린